# Borstbeeld van Frits Tjong Ayong
Het borstbeeld van Frits Tjong Ayong is een kunstwerk van de beeldhouwer Erwin de Vries.
Het borstbeeld werd op 19 juli 1996 onthuld door geneesheer-directeur Paul Faverey in het Sint Vincentius Ziekenhuis aan de Koninginnestraat in Paramaribo. Het ziekenhuis vierde die dag het 80-jarig bestaan. Bij de ceremonie waren hoogwaardigheidsbekleders aanwezig, als president Ronald Venetiaan en minister Richard Kalloe.
Het rooms-katholieke ziekenhuis werd 80 jaar eerder opgericht na een arbeidsconflict. De Zusters van Liefde van Tilburg zouden in het Militair Hospitaal overgeplaatst worden naar een andere afdeling, maar wilden onder leiding van moeder-overste Walfrida blijven werken. Een groep burgers nam het initiatief om de zusters voor Suriname te behouden en hielden een inzamelingsactie om een nieuw ziekenhuis te starten. Hieruit kwam de oprichting van het Sint Vincentius Ziekenhuis voort.
Frits Tjong Ayong (1912-1993) studeerde geneeskunde aan de Rijksuniversiteit Groningen en promoveerde als chirurg en uroloog. Van 1938 tot 1981 was hij directeur van het Sint Vincentius Ziekenhuis, als eerste Surinaamse ziekenhuisdirecteur van Chinese afkomst.